# خدا به آمریکا برکت بدهد
«خدا به آمریکا برکت بدهد» یک ترانه میهن پرستانه آمریکایی است که توسط ایروینگ برلین در طول جنگ جهانی اول در سال ۱۹۱۸ نوشته شده و در اواخر جنگ جهانی دوم در سال ۱۹۳۸ توسط وی اصلاح شده‌است. معروف است که نسخه دوم با خوانندگی کیت اسمیت ضبط شد و به آهنگ معروف وی تبدیل شد.

ایروینگ برلین، ۱۹۴۱

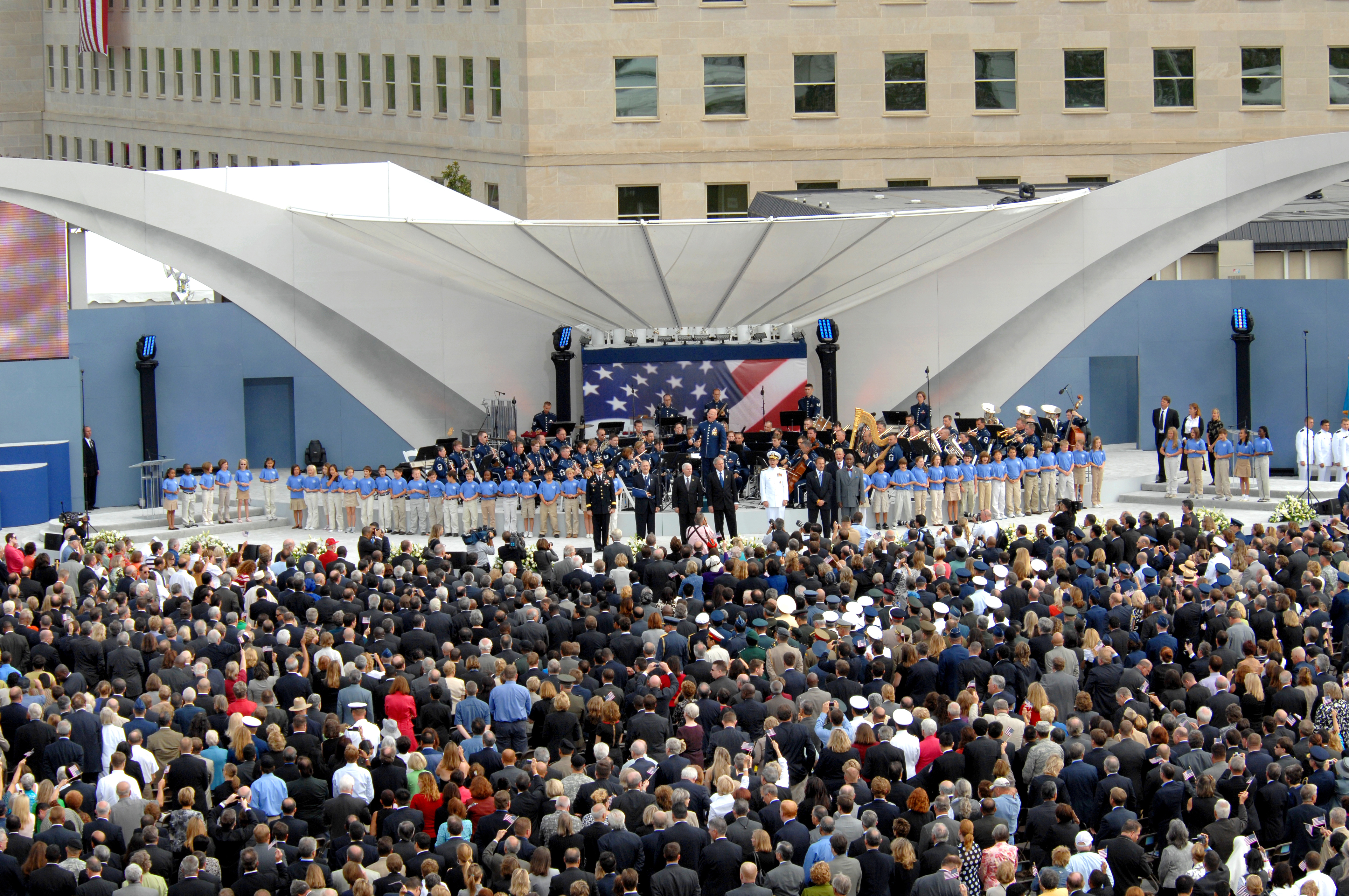
آواز "خدا برکت دهد آمریکا راً در مراسم افتتاح یادبود پنتاگون، ۱۱ سپتامبر ۲۰۰۸

«خدا به آمریکا برکت بدهد» شکل یک نیایش (با اشعار ابتدایی اشاره کرد که «ما که صدای خود را، در نیایشی جدی بلند می‌کنیم») با برکت خدا و صلح برای ملت («... در کنار او بایست و راهنمای او در طول شب باش. .») را به خود می‌گیرد.

## نسخه سلین دیون
در ۲۱ سپتامبر ۲۰۰۱، به دنبال حملات ۱۱ سپتامبر ، سلین دیون، ستاره پاپ کانادایی، در برنامه ویژه تلویزیونی آمریکا: سپاسی برای قهرمانان "خدا آمریکا را برکت دهد " را اجرا کرد. اندکی بعد در ۱۶ اکتبر ۲۰۰۱، سونی موزیک آلبوم به نام خدا به آمریکا برکت دهد برای حمایت از صندوق ۱۱ سپتامبر منتشر کرد که در آن دیون این آهنگ را می‌خواند. این آلبوم در بیلبورد ۲۰۰ در رتبه یک قرار گرفت و برای اولین بار پس از آلبوم We Are the World در سال ۱۹۸۵ بود که یک آلبوم خیریه در صدر آمریکا قرار گرفت، نسخه دیون نیز در پخش رادیویی به اندازه کافی پخش شد تا به شماره ۱۴ در نمودار بزرگسالان معاصر بیلبورد برسد. اولین بار این موزیک ویدیو در سپتامبر ۲۰۰۱ به نمایش درآمد.